# 환웅
환웅(桓雄)은 환인의 아들이자, 단군의 아버지로 전해지는 신화상의 인물로, 단웅(檀雄) 또는 신웅(神雄)이라고도 한다. 고조선이 세워지기 전에 홍익인간(弘益人間)의 뜻을 펴려 하늘에서 내려와 신시를 세우고(혹은 열고) 단군을 낳았다고 한다.

## 기록

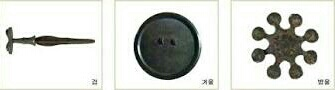
천부인

《삼국유사》, 《제왕운기》 등에 환웅 및 단군에 대한 기록이 전해지며, 일반적으로 《삼국유사》의 기록이 널리 알려져 있다.
《삼국유사》에 따르면 환웅은 환인의 서자(庶子)로 하늘에서 땅을 내려다보면서 인간 세상에 뜻을 두었다고 한다. 환인은 아들의 뜻을 알고 환웅에게 천부인 3개를 주고 인간 세상에 내려가 다스리도록 하였다. 환웅은 풍백(風伯), 우사(雨師), 운사(雲師)와 3천의 무리를 거느리고 태백산 정상의 신단수(神壇樹) 아래로 내려와 곡식, 수명, 질병, 형벌, 선악 등 인간의 360여가지 일을 주관하며 세상을 다스렸다. 이때 동굴에서 함께 살던 곰과 호랑이가 항상 사람이 되고 싶다고 환웅에게 빌었고, 환웅은 쑥과 마늘을 내려 그들의 소원을 들어주고자 하였다. 호랑이는 견디지 못하고 도망쳤으며, 곰은 환웅이 시킨대로 쑥과 마늘만 먹으면서 동굴 속에서 삼칠일(三七日 : 21일) 동안 수도한 끝에 여자가 되었다. 웅녀(熊女)는 아이를 낳고자 하였으나 아무도 결혼해주지 않자 다시 환웅에게 빌었고, 환웅은 사람으로 변신하여 웅녀와 결혼하여 아이를 낳았으니 이가 단군왕검이라고 한다.
한편 《제왕운기》에는 조금 다른 기록이 전하고 있다. 상제 환인(上帝桓因)의 서자였던 웅(雄)은 세상에 내려가서 사람이 되고자 하였다고 한다. 천부인 3개를 받아 태백산 신단수 아래에 강림하여 단웅천왕(檀雄天王)이라 불렀다. 단웅은 자신의 손녀에게 약을 먹여 사람이 되게 한 뒤 신단수의 신과 결혼하게 하였으며, 이렇게 태어난 것이 단군이라고 한다.
환웅은 일반적으로 우수한 기술과 무력을 가지고 외부로부터 이주하여 토착 부족을 복속시킨 부족을 의미한다고 본다. 환웅과 곰의 결합은 천신(天神)과 지모신(地母神)의 결합을 상징하며 이는 곧 이주 선진 집단과 토착 집단의 결합을 의미하는 것으로 해석된다.

## 종교 속의 환웅
환인, 환웅, 단군의 신주를 모신 삼성당(三聖堂) 또는 삼성사가 황해도 문화현 구월산에 있어 제사를 지냈다.
대종교에서는 환인, 환웅, 환검(단군왕검)을 신앙의 대상으로 삼고 있다. 또한 일반적인 개천절과 달리 대종교에서는 환웅이 백두산 신단수에 내려와 신시를 열었던 날짜를 개천절로 이해하고 기념한다. 대종교에 따르면 개천절은 상원갑자년(上元甲子年：기원전 2457년) 음력 10월 3일이라고 한다. 또한 이를 기점으로 삼는 신시개천력(神市開天曆)을 사용하기도 한다. 신시개천력은 단군기원보다 124년이 빠르다.

## 위서 속의 환웅
위서 중의 하나인 《환단고기》에는 환웅이 신화적인 인물이 아닌 신시배달국(神市倍達國)의 역대 군주로 나타난다. 한편 《규원사화》에도 환웅이 등장하는데, 신화적인 인물인 점은 대체로 같으나 관련 행적이 조금 더 구체적이며 신시씨(神市氏)로 불린다. 《부도지》에도 신화적 존재로서의 환웅이 등장한다.
대한민국 사학계에서는 이들 서적을 위서로 보아 사료(史料)로 이용하지 않는다.

## 같이 보기
- 환인
- 단군

## 읽을 거리
- 일연 (1281). 〈권제1〉. 《삼국유사》.
- 윤명철(尹明喆), 〈환웅(桓雄)에 대하여〉, 《한국역대인물 종합정보시스템》

## 참고 문헌
- 일연, 《삼국유사》, 고려시대
- 이승휴, 《제왕운기》, 고려시대